# Anolis homolechis
Anolis homolechis is een hagedis uit de familie anolissen (Dactyloidae).

## Naam en indeling
De wetenschappelijke naam van de soort werd voor het eerst voorgesteld door Edward Drinker Cope in 1864. Oorspronkelijk werd de wetenschappelijke naam Xiphosurus homolechis gebruikt en later werd de soort tot het niet meer erkende geslacht Norops gerekend.

### Ondersoorten
Er worden twee ondersoorten erkend, die onderstaand met de auteur en het verspreidingsgebied zijn weergegeven. De ondersoort Anolis homolechis turquinensis komt alleen voor op een hoogte van 1600 meter boven zeeniveau.
| Naam                           | Auteur        | Verspreidingsgebied   |
| ------------------------------ | ------------- | --------------------- |
| Anolis homolechis homolechis   | Cope, 1864    | Cuba                  |
| Anolis homolechis turquinensis | Garrido, 1973 | Cuba (Sierra Maestra) |

## Uiterlijke kenmerken
Mannetjes bereiken een kopromplengte van ongeveer zeven centimeter, vrouwtjes blijven kleiner en bereiken een lichaamslengte van ongeveer vijf centimeter. De staart is echter veel langer dan het lichaam waardoor mannetjes een totale lichaamslengte bereiken van zeventien cm en vrouwtjes worden tot elf cm lang. De lichaamskleur is bruin, op de bovenzijde zijn lengtestrepen aanwezig. De buikschubben zijn relatief glad. De keelwam is oranje gekleurd en heeft een gele buitenrand.

## Verspreiding en habitat
Anolis homolechis komt voor in delen van de Caraïben en leeft endemisch in Cuba inclusief het eiland Isla de la Juventud. De habitat bestaat uit open en zonbeschenen delen van begroeide gebieden zoals bosranden maar ook in op door de mens gebouwde constructies zoals huizen, muren en hekken komt de anolis voor.